# José Botella
José Botella Almodóvar, né le 5 octobre 1953 à Alicante, est un footballeur espagnol. Il évolue au poste d'attaquant du début des années 1970 au début des années 1980.
Après des débuts à Elche CF, il joue ensuite à l'UE Sant Andreu, au FC Barcelone B, au FC Barcelone et au Real Valladolid avant de terminer sa carrière dans son club formateur.

## Biographie
José Botella commence sa carrière professionnelle à l'âge de 18 ans avec l'Elche CF lors de la saison 1971-1972 en deuxième division. En 1972, il rejoint le FC Barcelone B et est prêté à l'UE Sant Andreu avec qui il joue sept matchs en D2. Il dispute avec l'équipe d'Espagne juniors le championnat d'Europe juniors 1972.
Lors de la saison 1976-1977, José Botella débute en première division avec le FC Barcelone, il joue deux matchs en D1. Lors de la saison 1977-1978, Botella ne joue aucun match avec l'équipe première.
En 1978, il rejoint le Real Valladolid en D2. Entre 1979 et 1982, il joue avec l'Elche CF en D2.